# 鵜飼邦彦
鵜飼 邦彦（うがい くにひこ、1950年 - ）は、日本の編集技師。

## 来歴
1969年、日活撮影所編集部入社。
1981年、日活退社後に『白日夢』（武智鉄二監督）でフリーの編集者として一本立ち。1982年に曽根中生監督と組み、独立プロ・フィルムワーカーズを立ち上げ『BLOW THE NIGHT! 夜をぶっとばせ」の製作に関わる。
1985年、フィルムワーカーズ解散後、再びフリーの編集者として映画やテレビのドキュメンタリー番組などを手がける。
2010年、ドキュメンタリー映画『桃色のジャンヌ・ダルク』の監督を務める。
共同組合日本映画・テレビ編集協会・理事。日本アカデミー協会会員。
ヨコハマ映画祭には1981年の立ち上げメンバーとして現在も選考委員を続ける。
2023年より、映画の街・調布映画賞で編集部門の選考委員をつとめる。

## 主な作品
- 『部屋 THE ROOM』 (1993年 園子温監督)
- 『冬の河童』 (1994年 風間志織監督)
- 『SCORE』 (1995年 室賀厚監督)
- 『ラバーズラバー』 (1996年 福居ショウジン監督)
- 『殺し屋&嘘つき娘』 (1997年 小沢仁志監督・主演)
- 『シベリア超特急5』 (2004年 水野晴郎監督)
- 『THE WINDS OF GOD -KAMIKAZE-』 (2006年 今井雅之監督・主演)
- 『ある精肉店のはなし』 (2013年 纐纈あや監督)
- 『眼球の夢』 (2016年 佐藤寿保監督)
- 『にわのすなば』 (2022年 黒川幸則監督)
- 『火だるま槐多よ』 (2024年 佐藤寿保監督)
- 『りりかの星』 (2024年 塩田時敏監督)

## 受賞歴
- 2013年度 文化庁映画賞 功労賞受賞
- 2014年 映画テレビ技術協会の映像技術賞の審査員特別賞を「ある精肉店のはなし」の編集で受賞
- 2024年 ベネチアで開催の日伊友好 WE 国際平和映画上映会にて平和の金貨賞受賞